# Hamad bin Ibrahim Al Mualla
Le cheikh Hamad bin Ibrahim Al Mualla fut le dirigeant de l’émirat d’Umm Al Quwain de 1923 à 1929, l’un des États de la Trêve qui forment aujourd’hui les Émirats arabes unis (EAU).

## Accession
En octobre 1923, un esclave du foyer de Hamad bin Ibrahim assassina le dirigeant d'Umm Al Quwain de l'époque, le cheikh Abdullah bin Rashid Al Mualla II. Immédiatement après les funérailles, Hamad manœuvra habilement pour déjouer les intentions du jeune frère d'Abdullah, Ahmad bin Rashid, et prit possession de la maison du gouvernement.
Hamad réussit à stabiliser la situation en se réconciliant avec Ahmad bin Rashid ainsi qu'avec les familles influentes d'Umm Al Quwain. Lorsque le Résident britannique visita l'émirat en mars 1924, Hamad était clairement reconnu comme le dirigeant légitime de l'émirat.
En offrant l'asile à l'ancien dirigeant de Sharjah, le cheikh Khalid bin Ahmad Al Qasimi (en), Hamad parvint à éviter un conflit avec le cheikh Sultan bin Saqr Al Qasimi (en), le dirigeant de Sharjah. Khalid conclut un accord avec Sultan, cédant la ville intérieure de Dhaid (en) à ce dernier. Bien que des Bédouins armés fidèles à Sultan occupassent toujours Dhaid, Hamad refusa d'engager ses forces dans un conflit. Finalement, Khalid obtint pacifiquement la possession de Dhaid en juillet 1928, au soulagement de Hamad et de ses voisins du Nord.

## Mort
Hamad fut tué par balle le 9 février 1929 par un esclave nommé Saeed, issu du foyer de son oncle aveugle, Abdelrahman bin Ahmed Al Mualla. Après cet assassinat, Ahmad bin Rashid Al Mualla lui succéda, suivant un incident notable où les habitants de la ville se rebellèrent contre Abdelrahman et Saeed, qui s'étaient retranchés dans le fort. Renonçant à leur plan initial d'attaquer le fort avec un canon, les habitants décidèrent d'allumer un feu autour des murs du fort. Dans l’incendie qui en résulta, Abdelrahman et Saeed périrent.
Les Britanniques jugèrent toute cette affaire très suspecte et soupçonnèrent Sultan bin Saqr Al Qasimi de Sharjah d'y être impliqué. Cependant, ils confirmèrent malgré tout le jeune Ahmad comme dirigeant des États de la Trêve.